# Urocystis skirgielloae
Urocystis skirgielloae är en svampart som beskrevs av Piatek 2006. Urocystis skirgielloae ingår i släktet Urocystis och familjen Urocystidaceae.   Inga underarter finns listade i Catalogue of Life.